# فرانسین لاکوا
فرانسین لاکوا (ایتالیایی: Francine Lacqua؛ زادهٔ ۱۵ دسامبر ۱۹۷۸) روزنامه‌نگار و مجری تلویزیون اهل ایتالیا است که در حال حاضر برای بلومبرگ تلویژن کار می‌کند. او به زبان‌های انگلیسی، ایتالیایی و فرانسوی مسلط است.

## اوایل زندگی
لاکوا در ایتالیا، از والدینی ایتالیایی زاده شد. پدرش پیر آنتونیو لاکوا یک روزنامه‌نگار
بود که برای آژانس خبری ایتالیایی آجنزیا ناتزیوناله استامپا آسوچاتا کار می‌کرد و در طول خدمتش به روسیه، ایالات‌متحده و بریتانیا منتقل شد. او جنگ سرد را پوشش می‌داد و یک کارشناس سیاسی به‌شمار می‌رفت. در نتیجه فرانسین از سن ۱ تا ۶ سالگی در مسکو از ۶ تا ۱۵ سالگی در واشینگتن، دی.سی. و سپس لندن زندگی کرد تا اینکه در سال ۱۹۹۸ برای تحصیل به پاریس رفت.